# Botanophila odontogaster
Botanophila odontogaster är en tvåvingeart som först beskrevs av Zetterstedt 1845.  Botanophila odontogaster ingår i släktet Botanophila och familjen blomsterflugor. Inga underarter finns listade i Catalogue of Life.